# Leis dos gases
As leis de gás foram criadas no final do século XVIII, quando os cientistas começaram a perceber que nas relações entre a pressão, o volume e a temperatura de uma amostra de gás pode ser obtida uma fórmula que seria válida para todos os gases. Eles comportam-se de forma semelhante numa ampla variedade de condições, devido à boa aproximação com moléculas que estão mais afastadas, e agora a equação de estado para um gás ideal é derivada da teoria cinética. Agora as leis anteriores de gás são como casos especiais da equação do gás ideal, com uma ou mais das variáveis mantidas constantes.

## Lei de Boyle
A Lei de Boyle mostra que, a uma temperatura constante, o produto da pressão e volume de um gás ideal é sempre constante. Foi publicada em 1662. Pode ser determinada experimentalmente com um manômetro e um recipiente de volume variável. Também podem ser encontradas através do uso da lógica, se um recipiente com um número fixo de moléculas no volume interior é reduzido, mais moléculas impactam nos lados do recipiente por unidade de tempo, causando aumento de pressão.
Como uma equação matemática, a lei de Boyle é a seguinte:
{\displaystyle PV=k_{1}\,}
Onde P é a pressão (Pa), V o volume (m3) de gás, e k1 (medido em joules) é a constante nesta equação, não é o mesmo que as constantes nas equações de outras fórmulas abaixo.

## Lei de Charles
A lei de Charles, ou lei dos volumes, foi encontrada em 1678. Afirma que, para um gás ideal à pressão constante, o volume é diretamente proporcional à temperatura absoluta (graus Kelvin).
Isto pode ser encontrado usando a teoria cinética dos gases ou uma taça de aquecimento ou resfriamento [não congelados <0], com um volume variável (por exemplo, um balão de Erlenmeyer com um balão).
Onde T é a temperatura absoluta do gás k2 (em grados Kelvin) e k2 (em m3·K−1) é a constante produzida.

## Combinação e as leis dos gases ideais
A lei geral dos gases ou equação geral dos gases,está formada pela combinação das três leis, e mostra a relação entre pressão, volume e temperatura de uma massa fixa de gás:
Com a adição da lei de Avogadro, a lei dos gases em geral torna-se a lei dos gases ideais:
Onde a constante, agora chamada de R, é a constante dos gases, com um valor de 0,08206 (atm∙L)/(mol∙K)
Uma formulação equivalente a esta lei é:
{\displaystyle PV=kNT\,}
onde
K é a constante de Boltzmann (1.381×10−23 J·K−1 em unidades SI)
N é o número de moléculas.
Estas equações só são precisas para um gás ideal, que não leva em conta os efeitos diversos intermolecular (ver gás real). No entanto, a lei do gás ideal é uma boa aproximação para a maioria dos gases sob pressão e temperatura moderada.
Esta lei tem as seguintes conseqüências importantes:
1. Se a temperatura e a pressão permanecem constantes, o volume do gás é diretamente proporcional ao número de moléculas do gás;
2. Se a temperatura e o volume permanecem constantes, a pressão do gás é diretamente proporcional ao número de moléculas do gás;
3. Se o número de moléculas de gás e a temperatura permanecem constantes, a pressão é inversamente proporcional ao volume;
4. Se as mudanças de temperatura e o número de moléculas de gás permanecem constantes, então ou a pressão ou volume (ou ambos) vão mudar em proporção direta com a temperatura.

## Outras leis dos gases
A lei de Graham afirma que a taxa de difusão de moléculas de gás é inversamente proporcional à raiz quadrada da sua densidade. Em combinação com a lei de Avogadro (isto é, como volumes iguais têm o mesmo número de moléculas) é o mesmo que ser inversamente proporcional à raiz do peso molecular. A Lei de Dalton das pressões parciais afirma que a pressão de uma mistura de gás é simplesmente a soma das pressões parciais dos componentes individuais. A Lei de Dalton é o seguinte:
{\displaystyle P_{total}=P_{1}+P_{2}+P_{3}+...+P_{n}\,},
OU
{\displaystyle P_{Total}=P_{Gas}+P_{{H}_{2}{0}}\,},
Onde PTotal é a pressão total da atmosfera, PGas é a pressão da mistura de gases na atmosfera, e PH20 é a pressão da água a essa temperatura.
- A lei de Henry estabelece que:

A uma temperatura constante, a quantidade de um gás dissolvido em um determinado tipo e volume de líquido é diretamente proporcional à pressão parcial de esse gás em equilíbrio com o líquido.